# ایوی کوآینوو
ایوی کوآینوو (انگلیسی: Ivy Quainoo؛ زادهٔ ۲۵ اوت ۱۹۹۲) خواننده اهل آلمان است. در فوریهٔ ۲۰۱۲، او در اولین سری مسابقهٔ صدای آلمان برنده شد. در دسامبر ۲۰۱۷، معلوم شد که او یکی از شش عضو تیم آلمان در مسابقه آواز یوروویژن ۲۰۱۸ است.